# Casa do Infante (Raposeira)
A Casa do Infante, igualmente conhecida como Paços do Infante, é um edifício histórico situado na aldeia de Raposeira, na região do Algarve, em Portugal.

## Descrição e história
Durante o século XV, o concelho de Vila do Bispo ficou associado ao Infante Dom Henrique, incluindo a aldeia da Raposeira, onde alegadamente o Duque de Viseu passou algum tempo numa quinta, chamada igualmente de Raposeira, e que estava situada nas imediações desta localidade. Segundo a tradição popular, o edifício conhecido como Casa do Infante teria sido propriedade do Duque, embora não tenham sido encontradas quaisquer provas da sua associação àquela figura histórica. Ainda assim, devido à sua ligação lendária ao Infante, a casa é considerada como um dos principais monumentos históricos na aldeia da Raposeira. Segundo o investigador Jacinto Inácio de Brito Rebelo, documentos antigos provam que foi na Raposeira que o infante se encontrou com o navegador veneziano Alvise Cadamosto, no sentido de o colocar ao seu serviço, na descoberta da costa africana. Aquela povoação terá sido escolhida por se situar entre Lagos e Sagres, mas afastada do bulício dos centros populacionais, sendo desta forma mais apropriada aos seus estudos.
O edifício em si poderá ter sido construído originalmente no século XV, mas apresenta indícios de obras de reconstrução e apresenta-se de forma muito descaracterizada. Os elementos mais destacados são o beiral duplo e um lintel que originalmente pertencia a um portal quatrocentista ou quinhentista.
Os estudos para a classificação do imóvel foram iniciados por um despacho de 28 de Fevereiro de 1986 do Instituto Português do Património Cultural, embora em 21 de Fevereiro de 2008 a Direcção Regional de Cultura do Algarve tenha emitido uma proposta de encerramento do processo, por considerar que não era de valor nacional. Desta forma, o despacho de encerramento foi publicado em 14 de Março de 2008 pelo Instituto de Gestão do Património Arquitectónico e Arqueológico.
Em Novembro de 2013, a autarquia e a Direcção Regional de Cultura do Algarve organizaram um conjunto de iniciativas para assinalar os 533 anos sobre a morte do Infante D. Henrique, tendo a Casa do Infante estado aberta ao público, com visitas guiadas.